# In Secret
In Secret (conocida en español como En secreto o Una pasión oculta) es una película de drama, romance y thriller erótica estadounidense de 2013 escrita y dirigida por Charlie Stratton. Basada en la novela clásica de Émile Zola de 1867 Thérèse Raquin, la película está protagonizada por Elizabeth Olsen, Tom Felton, Oscar Isaac y Jessica Lange.
La película trata sobre Teresa y su amante Laurent que matan a Camille, el marido de Teresa. Después de casarse, la pareja es visitada por el fantasma de Camille, girando lentamente su amor el uno al otro en un odio que todo lo consume.

## Sinopsis
París 1867. Teresa (Elizabeth Olsen) vive con su tía y un primo suyo, Camille (Tom Felton), con el que la obligan a casarse. Antes del matrimonio, la joven se dedicaba a sus quehaceres diarios del campo de manera jovial y entretenida, obedeciendo las disparatadas órdenes de su tía. Pero después de casarse con Camille se mudará a París.
Un día, Teresa conoce a Laurent (Oscar Isaac), amigo de su esposo, por el que sentirá una atracción fatal. En la capital francesa, la muchacha se dedica a despachar en una tienda. La oscuridad y la monotonía que experimenta la joven solo se palian por la visita del apuesto Laurent, que también empieza a sentir una fuerte pasión hacia la joven. El deseo de estar juntos lleva a los amantes a planear un plan macabro por el que Camille resulta muerto. El asesinato despertará remordimientos horribles en la pareja que tendrá consecuencias en la pasión que sentían antes.

## Argumento
En los niveles más bajos de la sociedad parisina en la década de 1860, Thérèse Raquin es una joven bella y reprimida sexualmente atrapada en un matrimonio sin amor con su primo enfermo, Camille. Su tía dominante, Madame Raquin, la obligó a hacerlo. Teresa pasa sus días confinada detrás del mostrador de una pequeña tienda y sus tardes viendo a Madame jugar al dominó con un grupo ecléctico de conocidos. Después de conocer al seductor amigo de su esposo Laurent LeClaire, se embarca en una aventura ilícita que tiene trágicas consecuencias. Camille pronto muere durante una excursión en el lago con Laurent y Therese. Se revela que la muerte fue su culpa: Laurent golpeó a Camille mientras estaba en el agua, causando que se ahogara. A Madame Raquin le resulta difícil aceptar la muerte de su hijo y está incapacitada por un derrame cerebral, pero los escucha hablar sobre lo que hicieron. Con gran esfuerzo, alerta a uno de sus amigos, quien informa a las autoridades. Para evitar ser sentenciados por el asesinato, Laurent y Therese eligen quitarse la vida. Beben veneno mezclado con champán y mueren frente a Madame Raquin.

## Reparto
- Elizabeth Olsen ... Teresa Raquin
- Oscar Isaac ... Laurent LeClaire
- Tom Felton ... Camille Raquin
- Jessica Lange ... Madame Raquin
- Matt Lucas ... Olivier
- Shirley Henderson ... Suzanne
- Mackenzie Crook ... Grivet
- John Kavanagh ... Inspector Michaud
- Aleksandr Ivanovic ... Cochero 1
- Filip Dedakin ... Cochero 2
- Richard Sharkey ... Oficial Mayor
- Miodrag Milovanov ... Sacerdote Funerario
- Lily Laight ... Joven Teresa
- Dimitrije Bogdanov ... Joven Camille
- Matt Devere ... Padre de Teresa